# Lillestrøm SK
Lillestrøm SK este un club de fotbal din Lillestrøm, Akershus, Norvegia.

## Titluri
- Tippeligaen:
  - Campioni (5): 1959, 1976, 1977, 1986, 1989
  - Locul 2 (8): 1959-60, 1978, 1983, 1985, 1988, 1994, 1996, 2001

- Cupa Norvegiei:
  - Campioni (5): 1977, 1978, 1981, 1985, 2007
  - Locul 2 (8): 1953, 1955, 1958, 1980, 1986, 1992, 2005, 2023

- Liga Regală:
  - Locul 2 (1): 2005-06

- Cupa UEFA Intertoto:
  - Finaliști (1): 2006

## Recorduri
- Cele mai multe apariții: Torgeir Bjarmann, 613
- Cele mai multe goluri: Tom Lund, 319